# Visual Vernacular
Il Visual Vernacular (in acronimo VV) è una forma d'arte derivante dalla lingua dei segni che fa parte della cultura sorda.

## Etimologia
Il termine in lingua italiana ancora oggi non esiste, per cui ha solo un aspetto di forme visive. In lingua francese è vision virtuelle. In lingua inglese è Visual Vernacular.

## Storia
Nel 1960 l'attore statunitense sordo Bernard Bragg inventò il Visual Vernacular, per poi proseguire tra gli artisti sordi: i francesi Guy Bouchauveau e Simon Attia. In Italia l'artista più rinominato per l'arte VV è Giuseppe Giuranna e Nicola Della Maggiora.

## Regole
Sono nove le regole non fisse:
1. Espressioni facciali
2. Tecnica dello zoom
3. 3D
4. Capacità dello spazio
5. Segnare in parallelo
6. Metafore visive
7. Ritmo
8. Pantomima
9. Immedesimazione nell'oggetto